# Elephants Dream
Elephants Dream är en datoranimerad kortfilm gjord med hjälp av fri programvara som hade premiär 24 mars 2006. Projektet inleddes i september 2005 och utvecklades av ett flertal konstnärer och animatörer världen över under kodnamnet Project Orange. Till en början bar filmen namnet Machina, men det slutgiltiga namnet blev Elephants Dream (efter ett ordspråk för holländska barnsagors plötsliga avslut).
Projektet annonserades ut i maj 2005 av Ton Roosendaal, huvudutvecklare av programmet Blender och även ordförande i stiftelsen Blender Foundation. Blender är ett program för att modellera, animera och rendera 3D-grafik och är den huvudsakliga mjukvaran som användes för att skapa filmen. Det väsentligaste syftet med att göra filmen är att visa vad fri och öppen mjukvara kan klara av (eftersom många tror att sådan mjukvara inte håller upp till standarden), samt att utvärdera hur väl dessa program fungerar för att organisera och producera högkvalitativa filmer i en professionell miljö.
Flera nya funktioner i Blender lades till under utvecklingen av filmen, bland annat en ny teknik för att skapa hår och päls med hjälp av ett partikelsystem.

## Handling
Den gamle mannen Proog visar den unge och oerfarne Emo sin fantastiska maskin. Emo ser inte det fantastiska i maskinen och det slutar med att Proog slår ihjäl Emo. Det visar sig att Proog är sinnessjuk och har bara har sett hela maskinen i sin fantasi och Emo försöker säga att det inte finns någon maskin.

## Tillgänglighet
Allt innehåll och material till filmen är släppt under Creative Commons-licensen så att alla kan studera och lära sig av projektet, samt skapa eget material utifrån detta. En DVD finns med filmen i HD-kvalité och även allt råmaterial samt alla relevanta filer från produktionen. Filmen finns tillgänglig gratis för nedladdning och på 35mm film till självkostnadspris för biografer.

## Trivia
- När filmen släpptes var intresset så stort att antalet nedladdningar gjorde så att servrarna kraschade.
- Eftersom projektet blev en sådan succé beslöt Blender Foundation att starta ett öppet filmprojekt till, se Peach.

## Program som användes
- Blender
- CinePaint
- GIMP
- Python
- Seashore
- Apache Subversion
- Reaktor
- Inkscape
- OpenEXR
- Twisted
- Ubuntu
- Verse
- DrQueue